# Xã Zuma, Quận Rock Island, Illinois
Xã Zuma (tiếng Anh: Zuma Township) là một xã thuộc quận Rock Island, tiểu bang Illinois, Hoa Kỳ. Năm 2010, dân số của xã này là 757 người.